# 高南靈
高南靈（1949/50年—），加拿大政治人物，2005年-17年間以卑詩新民主黨黨員身份擔任卑詩省議會議員，先後代表埃斯奎莫爾特—梅特喬辛選區和埃斯奎莫爾特—皇家錨地選區。

## 生平
高南靈從政前營商，曾開辦時裝店及經營批發和進出口生意。她於1996年當選卑詩省埃斯奎莫爾特地區議員，並於1999年和2002年連任。任內她參與創辦首府區域局藝術委員會，並擔任其主席至2005年。她亦從1998年起供職卑詩省政府三年，先後出任社會服務廳長助理和運輸及公路廳長助理。
在任卑詩新民主黨黨籍埃斯奎莫爾特—梅特喬辛選區省議員薛豪達無意在2001年省選中尋求連任，高南靈獲取該區的新民主黨候選人資格，但在省選中敗予自由黨候選人哈密爾頓。敗選後她從2001年-05年間經營顧問公司，與當地非牟利機構和原住民部族合作籌建長者住房。她在2005年省選再度代表新民主黨出戰埃斯奎莫爾特—梅特喬辛選區，這次則以近半數得票當選該區省議員，並於第38屆省議會會期中先後出任官方反對黨的小型企業及稅務、兒童及家庭發展、和運輸評議員。
2009年省選她在新設的埃斯奎莫爾特—皇家錨地選區（Esquimalt-Royal Roads）連任省議員，後獲黨魁詹嘉路任名為官方反對黨兒童及家庭發展評議員。2011年1月她獲推選為官方反對黨黨團黨鞭，並從2013年2月接替管仕出任卑詩渡輪及沿岸社區評議員。
她於2013年省選連任，後於第40屆省議會中出任官方反對黨造船、婦女事務、和兒童護理及早年學習評議員。她在2014年卑詩新民主黨黨魁選舉中支持賀謹；賀謹自動當選黨魁後則委派高南靈出任婦女、長者及早期兒童發展評議員。
高南靈於2016年8月宣布不會在下屆省選競逐連任，2017年1月被撤掉評議員職務，同年省議員任期屆滿時卸任。2018年7月她獲任為卑詩省公營教育電視頻道知識網絡理事會主席，2022年卸任。